# Itacolomito
Itacolomito é uma rocha metamórfica quartzosa levemente flexível e antiderrapante, além de um mal condutor de calor. Os quartzitos são resultados do metamorfismo dos arenitos. Conseguimos encontrar no Brasil dois tipos de quartzito, o itabirito, formado de quartzo e hematita e o itacolomito, que é micáceo. 
Este último, por ser uma das variedades do quartzito micáceo, possui em sua composição lâminas de mica intercaladas com grãos irregulares em forma de dentes que seriam os xistos cristalinos. O itacolomito pode apresentar uma estrutura xistosa caracterizada pela aparência de uma rocha metamórfica bem desenvolvida que, por desaparecimento da mica, torna-se uma rocha maciça de quartzo puro. Caso ele seja finamente folheado e com a mica distribuída regularmente, as lâminas proporcionarão flexibilidade. É possível encontrar pequenas pepitas de ouro nativo presos a algumas rochas de Itacolomito .	

## Etimologia
O nome Itacolomito, vem da Serra Itacolomi. Esta, localizada entre Minas Gerais e Bahia, é uma lembrança indígena e foi utilizado como ponto de referência aos bandeirantes que exploravam riquezas no Brasil. “Ita” vem do tupi-guarani e significa “pedra” e “colomi”, menino. Sendo “pedra do menino”. Há outras definições que dizem que “colo” significaria “filho” e “mi” seria “mãe”, mas a primeira explicação é a mais aceita.  Na cidade de Tiradentes (MG), é possível encontrar essa rocha cobrindo o chão de suas ruas, conhecidas como “solteirões” por estarem juntas mas não se casarem entre si .

## Aplicações
Dependendo da coloração do Quartzito vamos ter variações nas cores do itacolomito como o quartzito claro e rosado.  Suas aplicações são normalmente externas como calçamento e sua limpeza é feita apenas com água e sabão comum. 
Um exemplo de seu uso como material nas obras artísticas está no detalhe deo florão presente da Portada da Igreja Nossa Senhora do Carmo (Ouro Preto, Minas Gerais), feita por Aleijadinho em pedra sabão sobre itacolomito .